# سان خوان اوستونکالکو
سان خوان اوستونکالکو (به اسپانیایی: San Juan Ostuncalco) یک منطقهٔ مسکونی در گواتمالا است که در استان کتسالتنانگو واقع شده‌است. سان خوان اوستونکالکو ۴۴ کیلومتر مربع مساحت دارد ۲٬۵۰۲ متر بالاتر از سطح دریا واقع شده‌است.